# Bon Air (Alabama)
Bon Air é uma cidade  localizada no estado americano do Alabama, no Condado de Talladega.

## Demografia
Segundo o censo americano de 2000, a sua população era de 96 habitantes. 
Em 2006, foi estimada uma população de 96, um aumento de 0 (0.0%).

## Geografia
De acordo com o United States Census Bureau, a localidade tem uma área de 3,4 km², sem área coberta por água.

## Localidades na vizinhança
O diagrama seguinte representa as localidades num raio de 16 km ao redor de Bon Air. 